# Середньовічне місто Торуня
Середньовічне місто Торуня — найстарша частина міста Торунь, що складається зі Старого Міста, Нового Міста і Тевтонського замку.

## Історія записів
| Логотип | Назва                   | Дата запису     | Джерело |
|         | Реєстер пам'яток        | 29 грудня 1952  | [ 1 ]   |
|         | Пам'ятник історії       | 16 вересня 1994 | [ 2 ]   |
|         | Світова спадщина ЮНЕСКО | 4 грудня 1997   | [ 3 ]   |

## Демографія
Кількість населення Середньовічного міста Торуня протягом років:

## Старе місто

### Історія
Повстало після 1233 року на місці старих поселень. Розташоване на річці Вісла, розплановане на проєкції неправильного п'ятикутника, обмеженого сучасними вулицями: Під Кривою Вежею (пол. Pod Krzywą Wieżą), Староміський рів (пол. Fosa Staromiejska), Підмурна (пол. Podmurna), Філадельфійський бульвар (пол. Bulwar Filadelfijski). У Старому Місті знаходиться більшість найцінніших пам'яток.

### Вулиці
| - Банкова (пол. Bankowa) - Хелмінська (пол. Chełmińska) - Тісна (пол. Ciasna) - Староміський рів (пол. Fosa Staromiejska) - Францисканська (пол. Franciszkańska) - св. Івана (пол. św.Jana) - Лазенна (пол. Łazienna) - Коперніка (пол. Kopernika) - Мостова (пол. Mostowa) |  | - Пекарів (пол. Piekary) - Під Кривою Вежею (пол. Pod Krzywą Wieżą) - Підмурна (пол. Podmurna) - Діви Марії (пол. Panny Marii) - Рабяньська (пол. Rabiańska) - Трояндова (пол. Różana) - Щитна (пол. Szczytna) - Широка (пол. Szeroka) - Шевська (пол. Szewska) - Морська (пол. Żeglarska) |

### Пам'ятки
Вибрані пам'ятки на території Старого міста:
- Староміська ратуша (пол. Ratuszem Staromiejskim) — один із навидатніших зразків середньовічної міської архітектури у середній Європі
- Катедральний собор св. Івана Хрестителя і св. Івана Євангелиста (пол. Bazylika katedralna św. Jana Chrzciciela i św. Jana Ewangelisty w Toruniu) — походить з початків XIII століття. В 1530—1583 роках використовувався протестантами, а впродовж наступних 13 років був у користуванні спільно з католиками і протестантами. В 1596 році собор займають єзуїти і в їхньому розпорядженні святиня є до 1772 року, після якого господарями храму стають єпархіальні священики.
- Костел Успіння Пресвятої Діви Марії (пол. Kościół Wniebowzięcia Najświętszej Marii Panny w Toruniu) — спочатку належала францисканцям. В 1557—1724 роках служив протестантам, а в 1724—1821 роках його використовували бернардини. Від 1830 року господарями храму стають єпархіальні священики.
- Дім Коперника (пол. Dom Kopernika) — комплекс двох готичних кам'яниць з XV ст., реконструйованих в 60-х роках XX ст., ймовірне місце народження Миколая Коперника.
- Кам'яниця під зіркою (пол. Kamienica Pod Gwiazdą) — спочатку готична, перебудована в XVI i XVII ст., не довго належала Філіпу Каллімаху.
- Міські мури (пол. Mury miejskie) — будівництво тривало до XV ст., вежі (серед них Крива Вежа (пол. Krzywa Wieża), Котячий лоб (пол. Koci Łeb), брами (Мостова Брама (пол. Brama Mostowa), Вітрильні Ворота (пол. Brama Żeglarska) Монастирська Брама (пол. Brama Klasztorna)
- Костел Святого Духа (пол. Kościół Świętego Ducha) — повстав у XVIII ст., вежа з кінця XIX ст.
- Двір Артуса (пол. Dwór Artusa) — представник неоренесансу, створення датується 1888 роком
- Театр ім. Вілама Хожиці (пол. Teatr im. Wilama Horzycy) — еклектичний з елементами сецесії, побудований у 1904році.
- Головна пошта (пол. Poczta Główna) — неоготична, побудована у 1884 році.

## Нове місто

### Історія
У 1264 році, в силу привілейованого місця розташування, було закладено Нове Місто торунь. Нове місто було окремим міським центром з власною Радою та лавою.

### Вулиці
| - Броварна (пол. Browarna) - Домініканська (пол. Dominikańska) - св. Якова (пол. św. Jakuba) - Королеви Ядвіги (пол. Królowej Jadwigi) - Ячмінна (пол. Jęczmienna) - св. Катерини (пол. św. Katarzyny) - Малі Гарбари (пол. Małe Garbary) - Міжмур'я (пол. Międzymurze) - Паулінський міст (пол. Most Pauliński) - Пекарська (пол. Piernikarska) |  | - Проста (пол. Prosta) - Передзамче (пол. Przedzamcze) - Струмкова (пол. Strumykowa) - Суконна (пол. Sukiennicza) - Шпитальна (пол. Szpitalna) - Слюсарська (пол. Ślusarska) - Великі Гарбари (пол. Wielkie Garbary) - Висока (пол. Wysoka) - Просовий провулок (пол. Zaułek Prosowy) - Зашпитальна (пол. Zaszpitalna) |

### Пам'ятки
Вибрані пам'ятки на території Нового міста:
- Костел св. Якова (пол. Kościół św. Jakuba) — парафіальний Нового Міста. У 1345—1425 належав до цистерціанок, потім до бенедиктинок У 1557—1667 у розпорядженні протестантів, після чого знову повернувся до бенедиктинок. Від 1832 року знову став костелом парафіальним
- Костел св. Степана (пол. Kościół św. Szczepana) — побудований у 1904 році, належить євангельсько-аугсбурзькій парафії
- Євангельско-аугсбурська капличка (пол. Kaplica ewangelicko-augsburska) — побудована у 1846 році, належить євангельсько-аугсбурзькій парафії
- Костел Святої Трійці (пол. Kościół św. Trójcy) — побудований на початку XIX ст., на даний час осередок Фундації TUMULT
- Костел Святого Миколая (пол. Kościół św. Mikołaja) — комплекс костелів, побудований у 1334 році, розібраний в першій половині XIX ст. Була це найбільша будова торунського Нового Міста.
- Будинок Наукового товариства (пол. Budynek Towarzystwa Naukowego) — зразок неокласицизму, походить з 1881 року
- Будинок загальноосвітнього ліцею (пол. Budynek Liceum Ogólnokształcącego) — колишній будинок Королівської Євангелістичної Гімназії, на даний час 1-ий Загальноосвітній Ліцей ім. Миколая Коперніка

## Тевтонський замок
Штаб-квартира командира була зведена в XIII столітті і розширена в XIV i XV століттях. Його захопили і зруйнували жителі Торуня після переможного повстання проти Тевтонського ордену у 1454 році. У наступні століття територія була дуже занедбана. Тільки в 1958-66 рр. територію замку було демінералізовано. Важливою датою був 1966 рік, а саме ювілей 500-річчя Торуньського миру, який посприяв остаточному захисту та розвитку руїн Тевтонського замку як пам'ятника Торуньському миру.

## Нагороди та відзнаки
- 2007 — Середньовічне місто Торуня у плебісциті «Жечпосполіта» (пол. "Rzeczpospolita") визнано одним з семи чудес Польщі[10]
- Староміська площа та Староміська ратуша зайняли третє місце в плебісциті читачів польського видання National Geographic Polska із 30 найкрасивіших місць світу[11]
- 2015 — Торунь розмістився серед грона 10-ти найкрасивіших місць Європи, які варто відвідати згіднорекомендації нью-йоркського порталу The Huffington Post[12]
- 2018 — Середньовічне місто Торуня зайняло перше місце в конкурсі «7 чудес Польщі на 100-ліття Незалежності» на виставці World Travel Show[13]

## Галерея

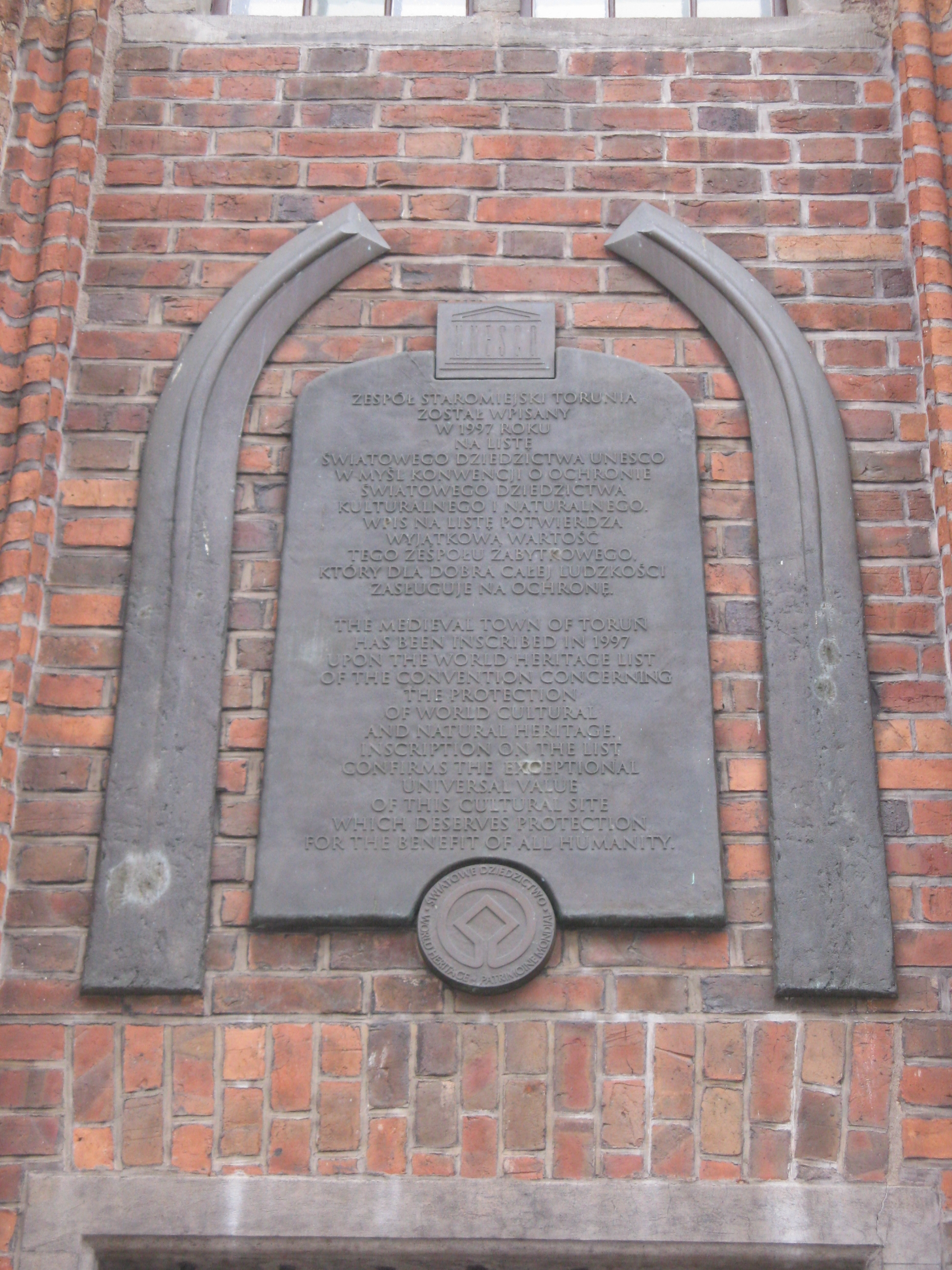
Пам'ятна таблиця внесення Староміського комплексу Торуня до Світової спадщини ЮНЕСКО, південна стіна Староміської ратуші
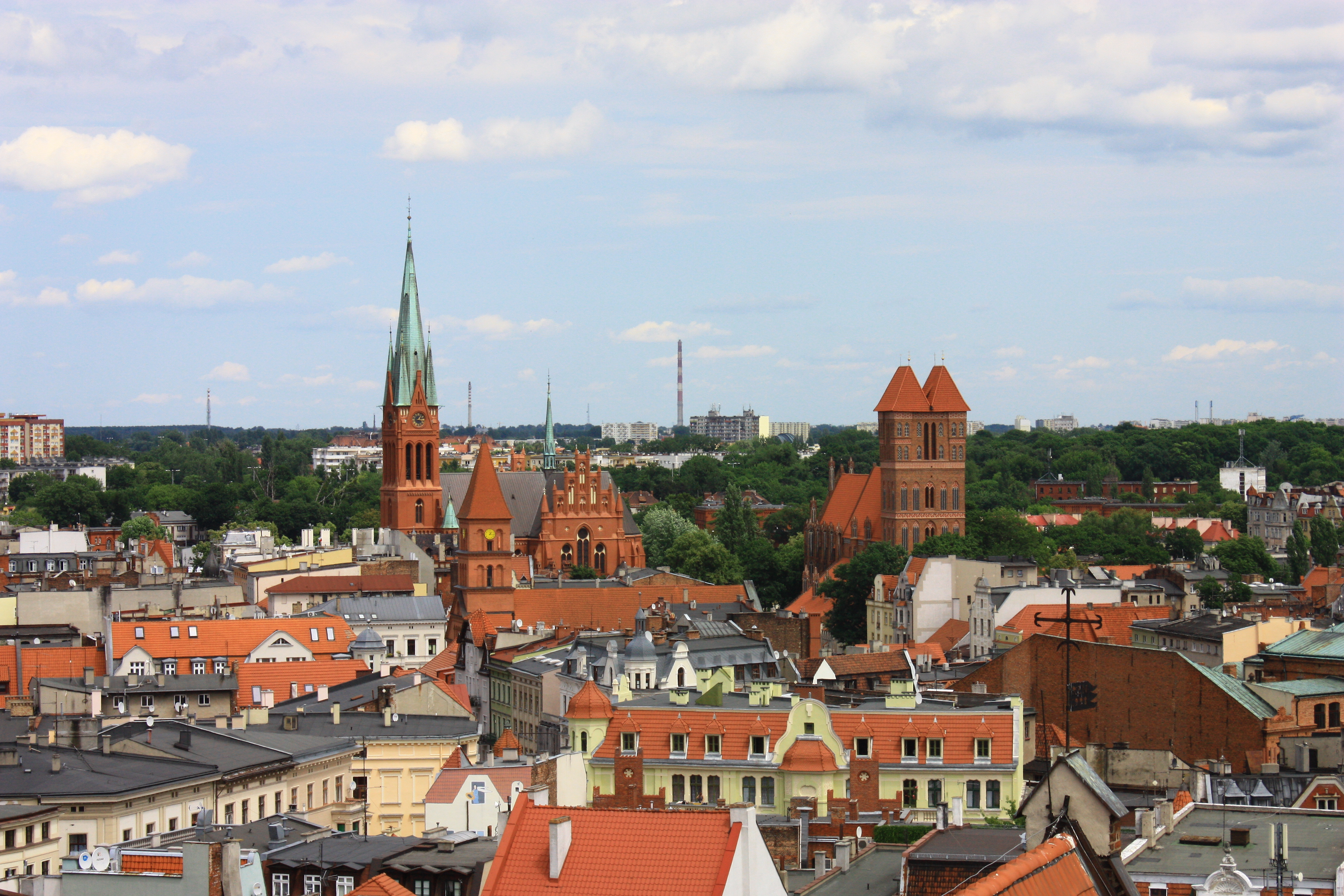
Нове Місто
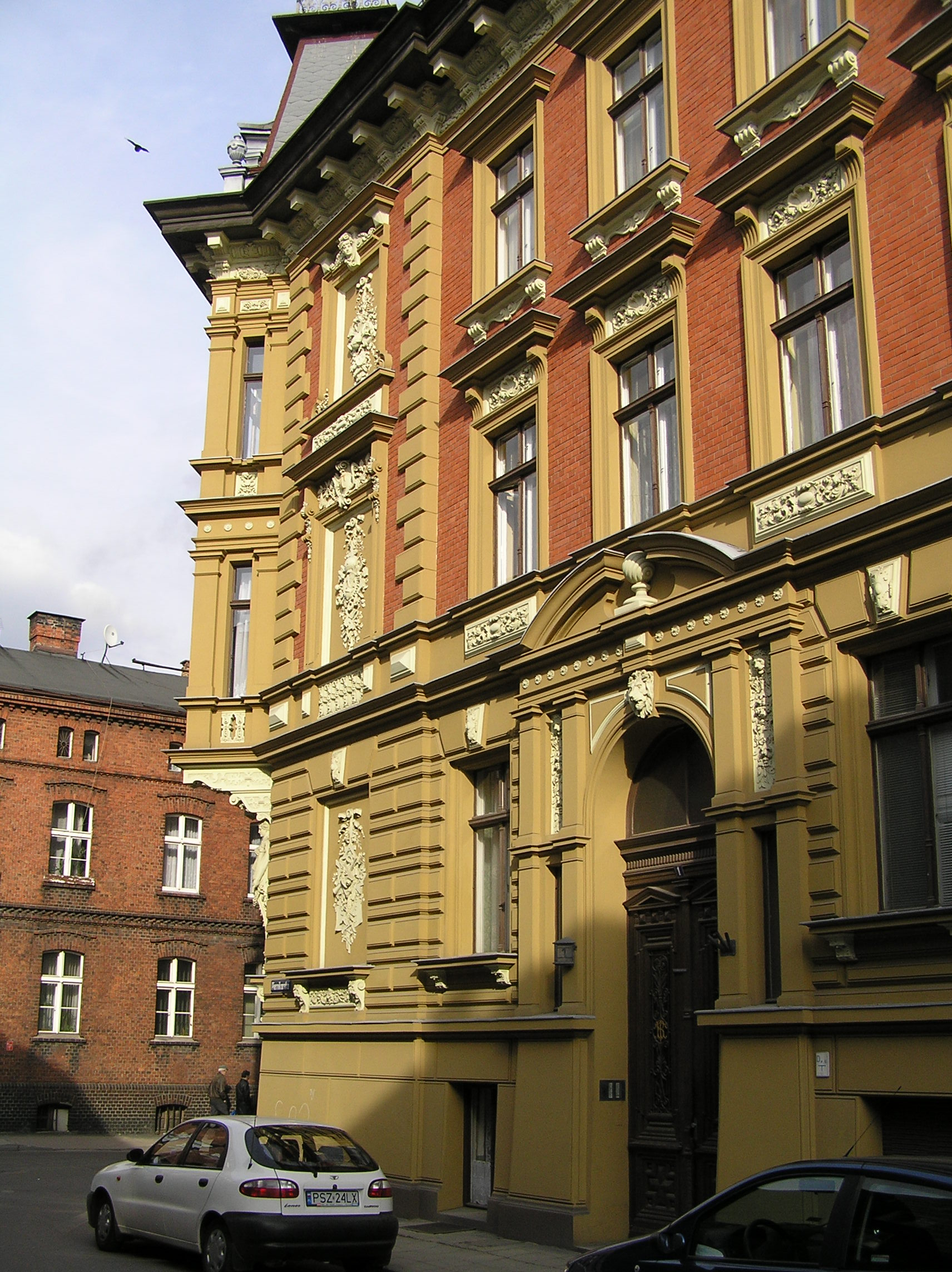
Кам'яниця на вулиці Пєрнікарській
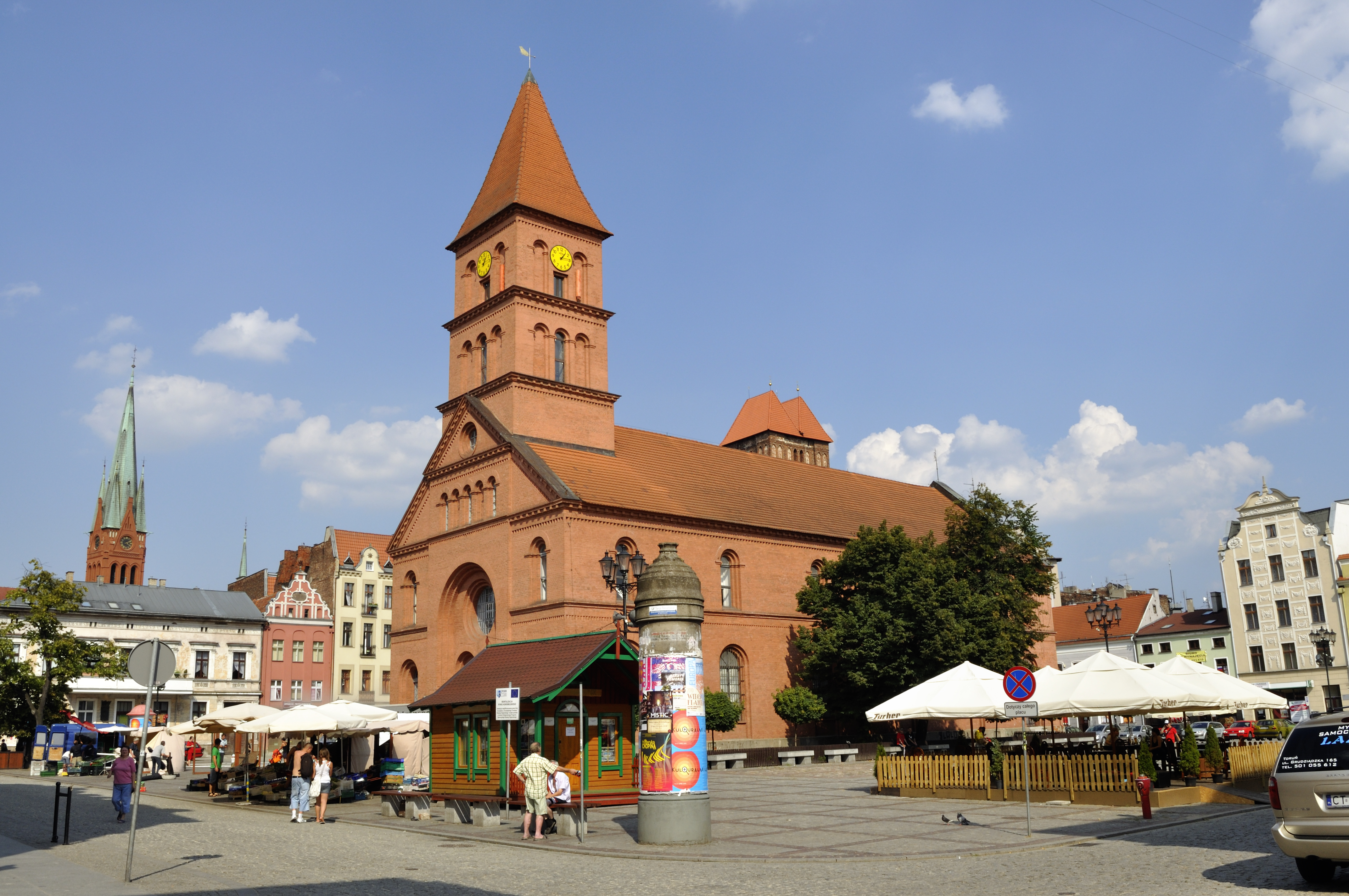
Ринок Новоміський
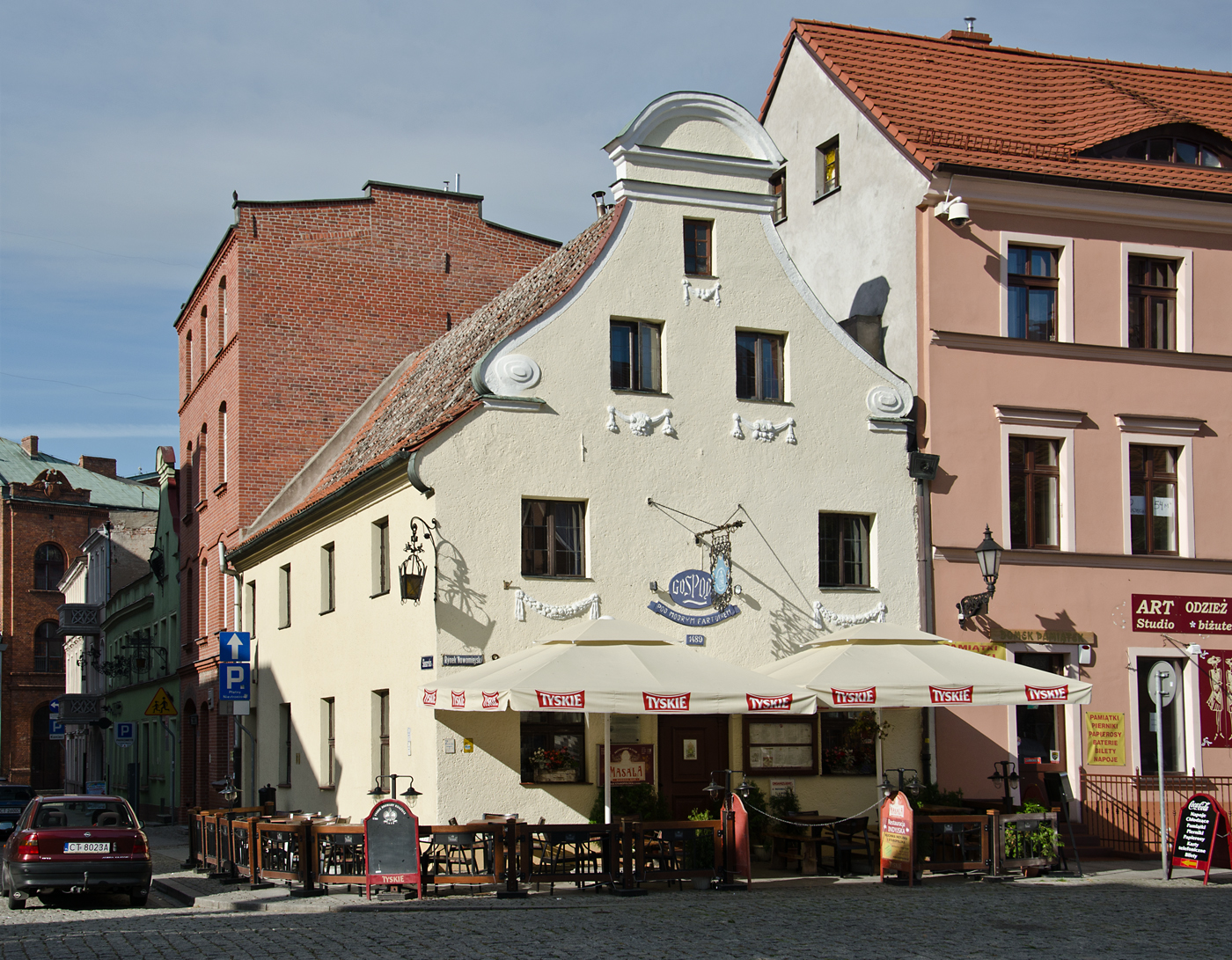
Господа "Под модрим фартухем"
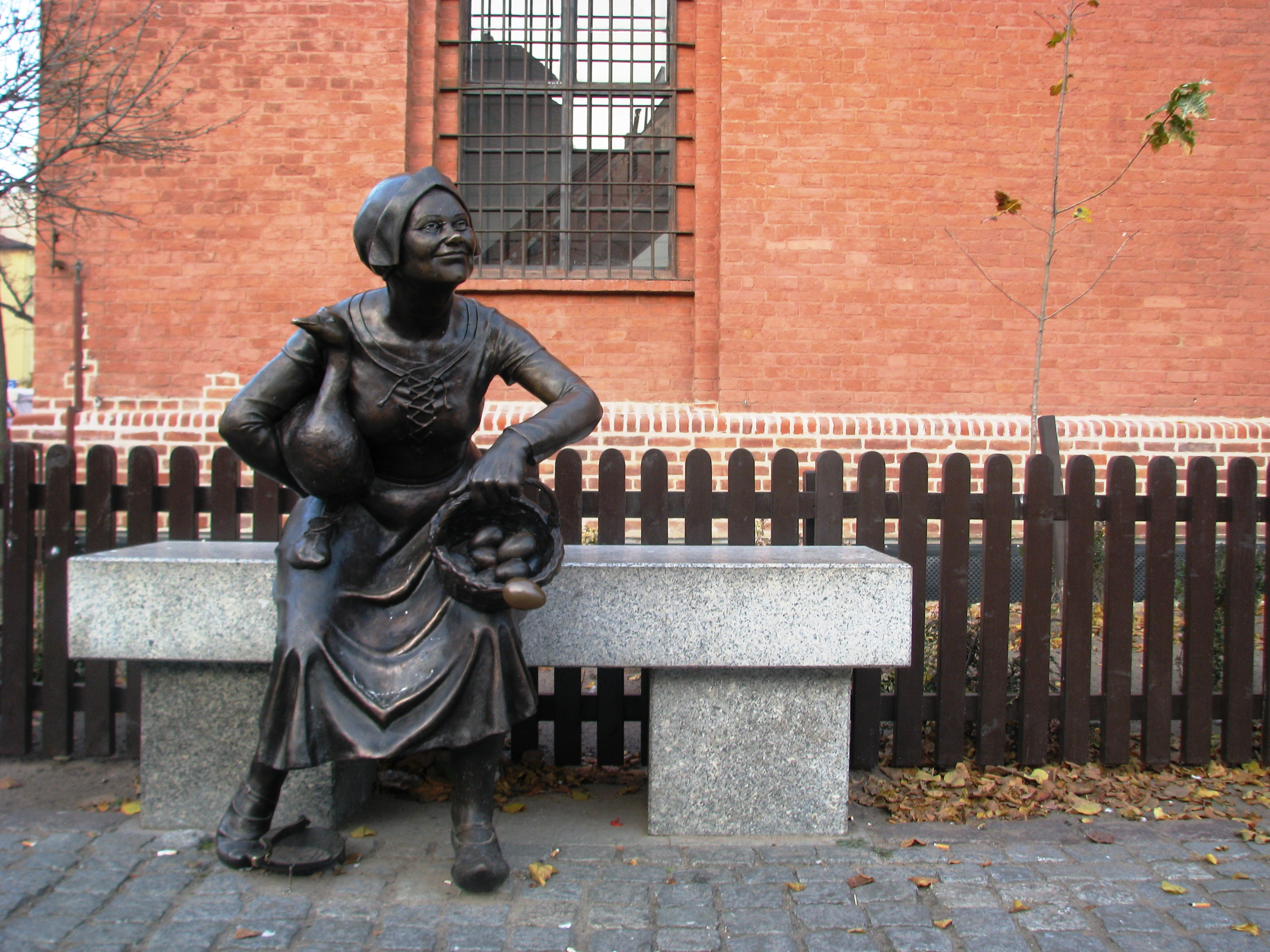
Пам'ятник перекупці з вагою
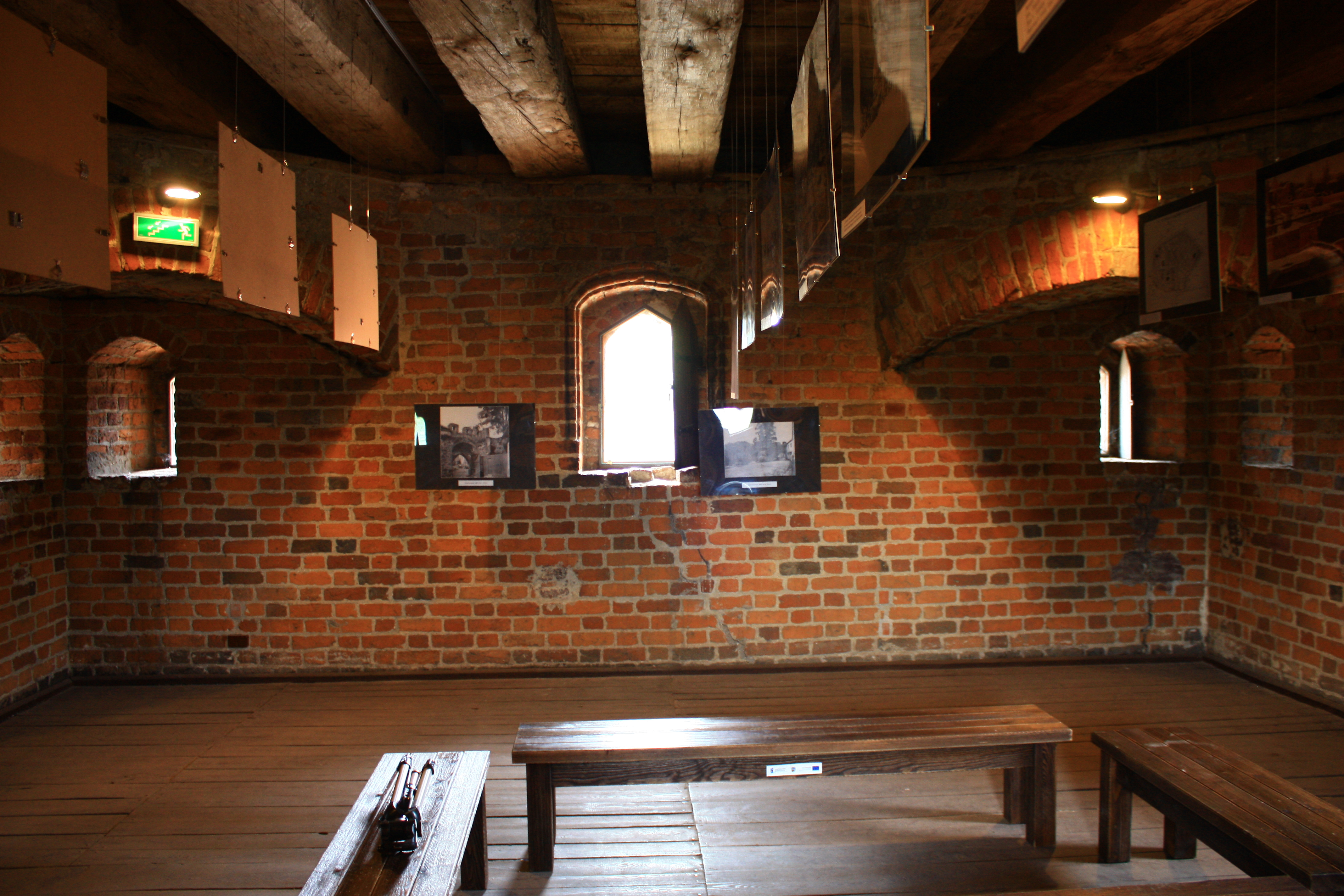
Ґданіско всередині
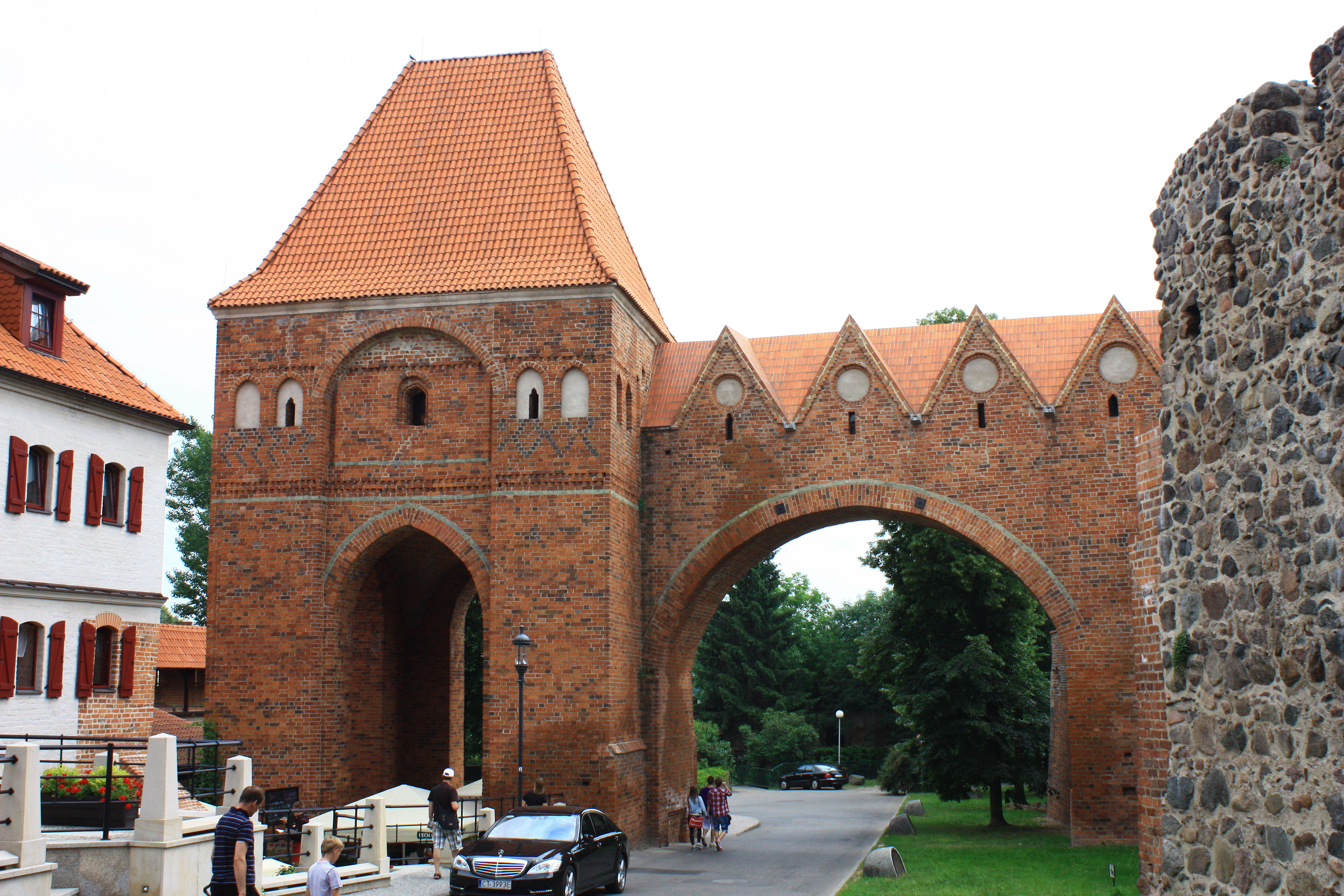
Ґданіско
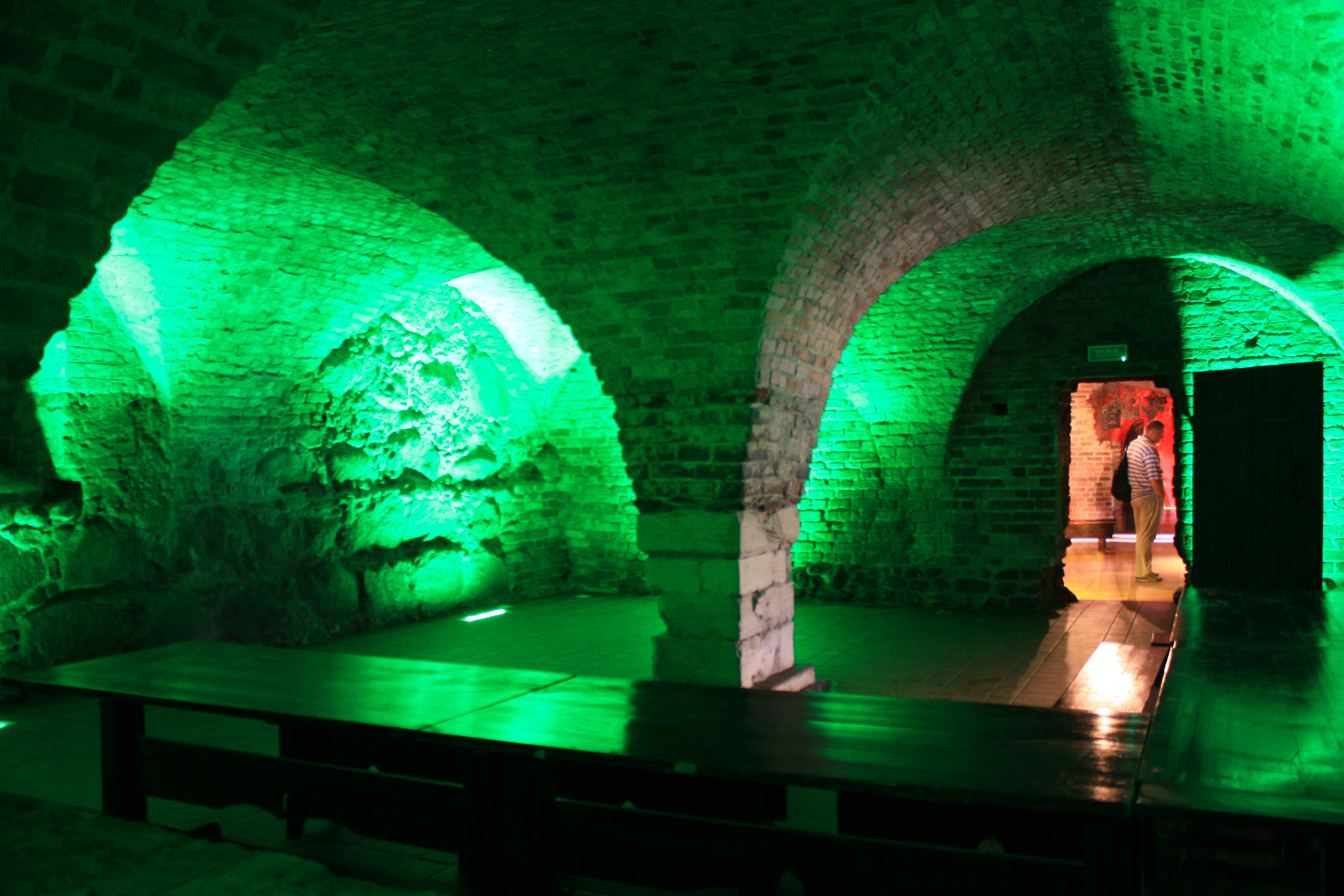
Півніце
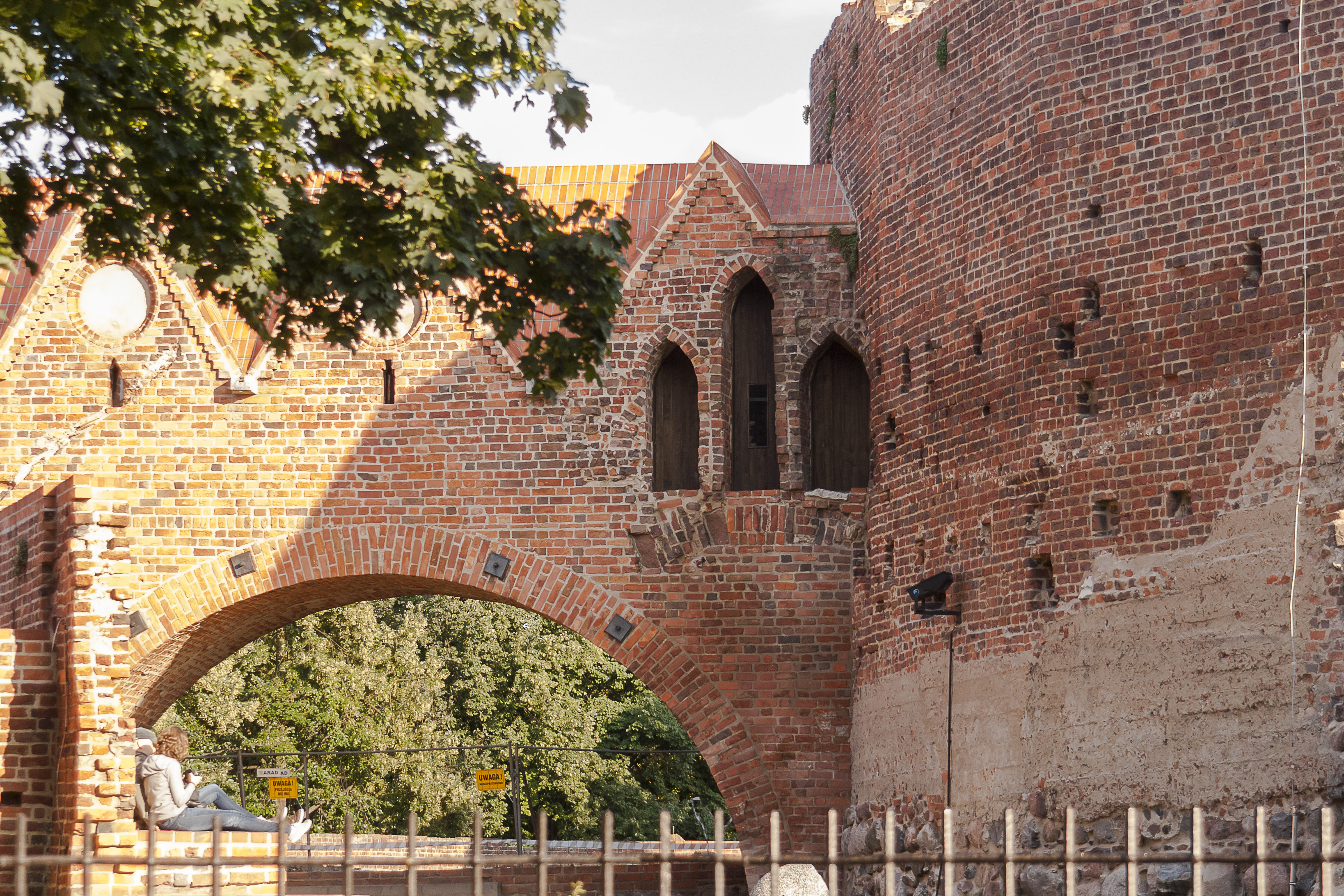
Вид на т.з. "Ґанок"
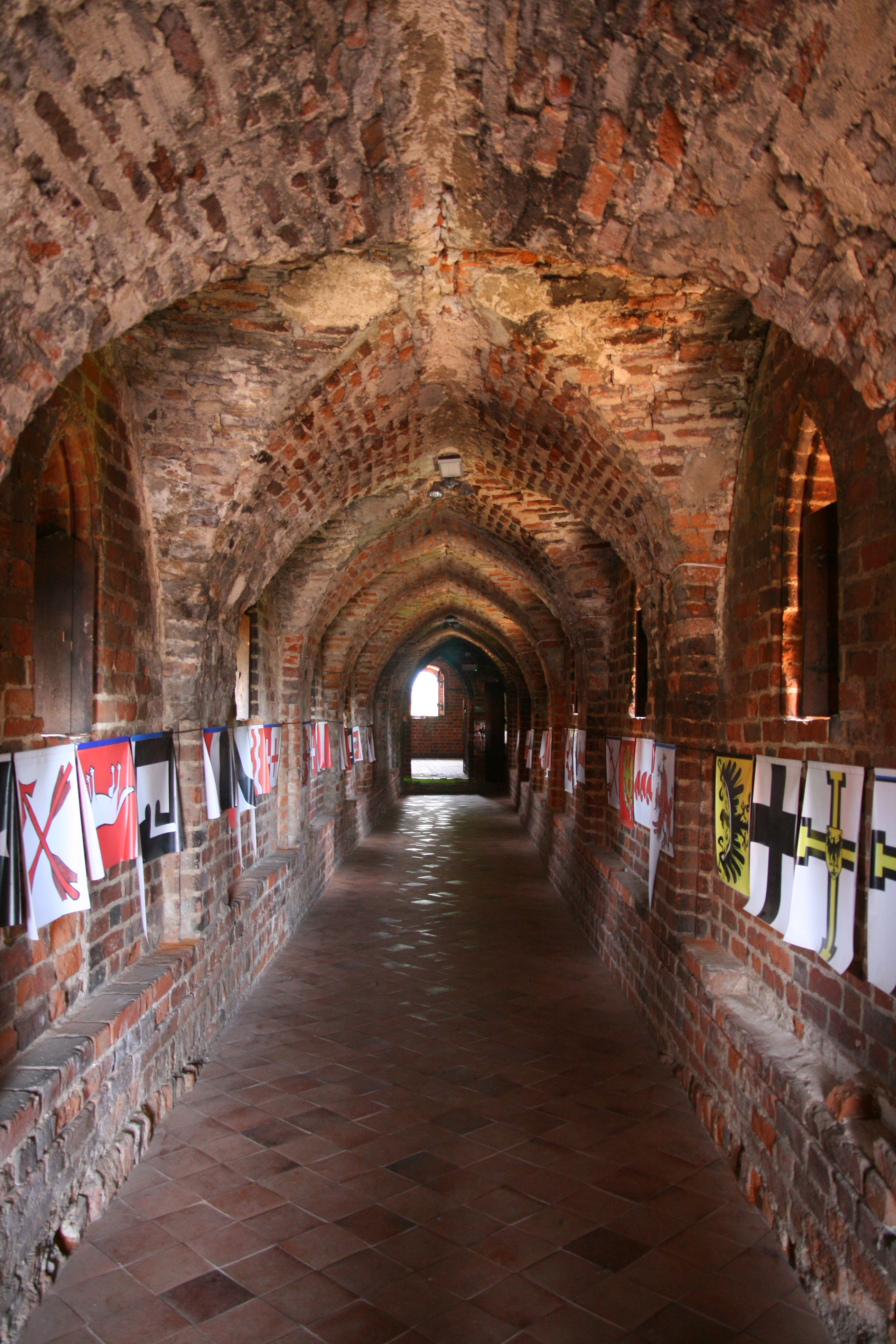
Т.з. "Ґанок"
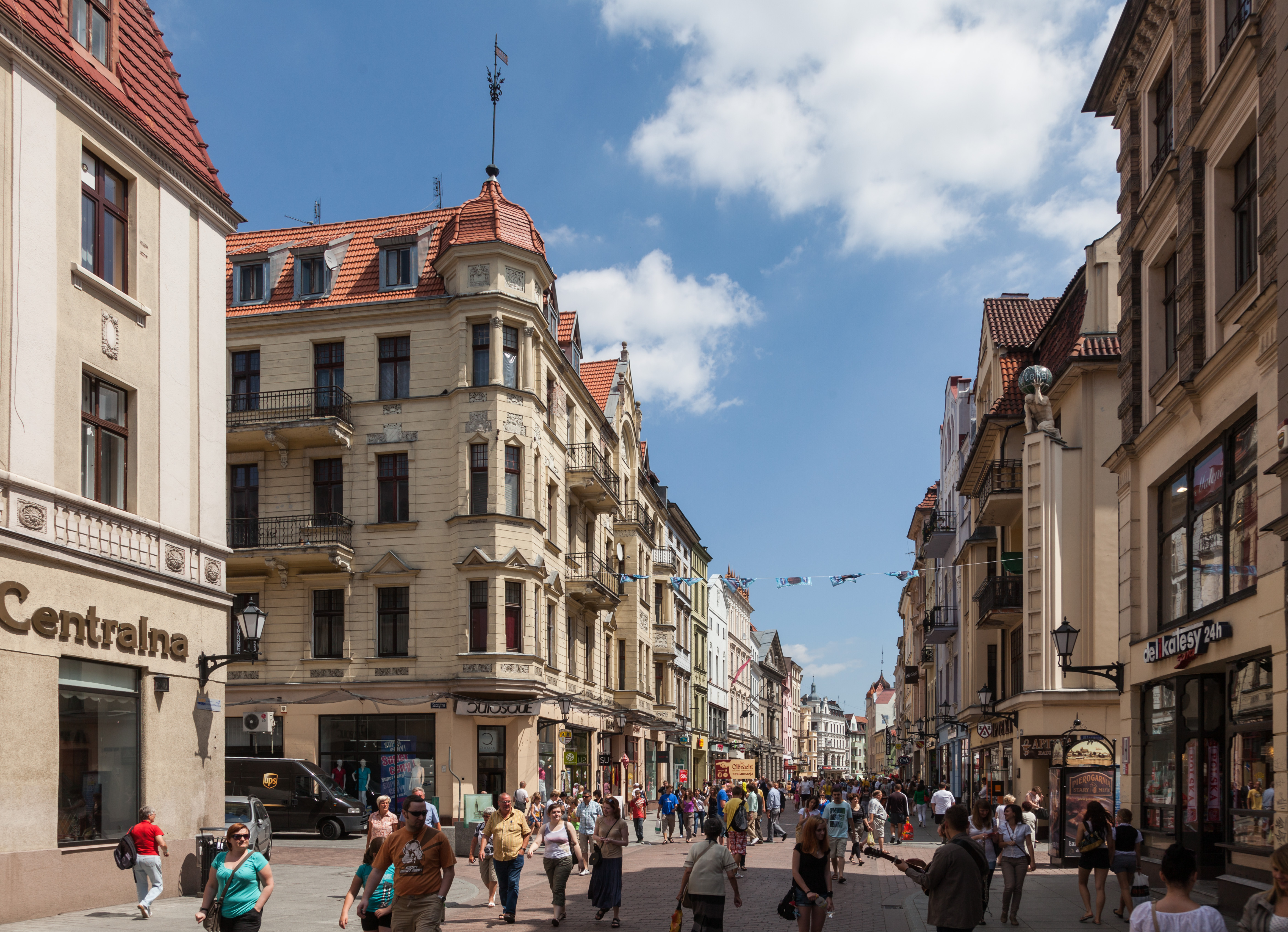
Вулиця Широка